# Hahnia xinjiangensis
Hahnia xinjiangensis är en spindelart som beskrevs av Wang och Liang 1989. Hahnia xinjiangensis ingår i släktet Hahnia och familjen panflöjtsspindlar. Inga underarter finns listade i Catalogue of Life.